# Imbecilla nebulosa
Imbecilla nebulosa är en insektsart som beskrevs av Irena Dworakowska 1972. Imbecilla nebulosa ingår i släktet Imbecilla och familjen dvärgstritar.
Artens utbredningsområde är Elfenbenskusten. Inga underarter finns listade i Catalogue of Life.